# Morenu
Morenu (hebräisch מורנו ‚unser Lehrer‘) ist ein im Judentum seit Mitte des 14. Jahrhunderts üblicher Ehrentitel talmudischen Ursprungs für ein männliches Gemeindemitglied mit hoher religiösen Bildung. Der Titel gilt allgemein als Voraussetzung zur Erfüllung des Amtes eines Rabbiners. 
Andere vergleichbare Titel sind Mar (syrisch ܡܪܝ ‚Herr‘) und Rabbi (hebräisch רבי ‚mein Herr‘).